# عبدالحسین عبدالرضا
عبدالحسین عبدالرضا (به عربی: عبد الحسین عبد الرضا)؛ زادهٔ ۱۵ ژوئیهٔ ۱۹۳۹در کویت-درگذشته ۱۱ اگوست ۲۰۱۷، یک هنرپیشه کویتی مشهور و برجسته به خصوص در خاورمیانه بود. از چندین برادر و خواهر فقط ایشان متولد ایران نبود و در کویت به دنیا آمد والدین این هنرمند اصالت ایرانی و بوشهری داشتند. پدر و مادر وی تنگستانی و از اهالی بندر رستمی دلوار بودند که مثل بقیهٔ بوشهریان قدیم به جهت کار از آنجا نقل مکان کرده و از طریق آبادان به بصره و بعد به کویت هجرت کردند، آنها باخانواده‌های عمویی و رستمی در تنگستان و خانواده‌های خنسیر در محله بندرگاه بوشهر نسبت فامیلی دارند و البته هنوز ارتباط و رفت و آمدشان را حفظ کرده‌اند

## زندگی حرفه‌ای
وی کار خود را با بازی در تئاتر و تلویزیون از سال ۱۹۶۲ آغاز کرد.
مذکرات بو علیوی، درب الزلق و الاقدار از جمله مهم‌ترین سریال‌هایی بودند که وی در آن‌ها به ایفای نقش پرداخته‌است.
وی همچنین در نمایش‌های بای بای لندن، سیف العرب، فرسان المناخ و عزوبی السالمیه بازی کرده‌است.
یکی از مجموعه‌های بزرگ تئاتر کویت به نام عبدالحسین عبدالرضا نامگذاری شده‌است.

## درگذشت
وی در تاریخ ۲۰ مرداد ۱۳۹۶ پس از عمل جراحی قلب در لندن در سن ۷۸ سالگی درگذشت. او هنرمند بسیار محبوبی بود  و مرگ او  دوستدارانش را در کشورهای منطقه بسیار متاثر کرد. برای همین خاکسپاری او بسيار ویژه بود. دوستدارانش از کشورهای منطقه  به کویت امدند و  بهمراه مردم کویت در خاکسپاریش شرکت کردند.
وی به دلیل گرایش‌های مذهبی همواره مورد هجمه داعش بوده‌است. 
پس از آزادی کویت از چنگ ارتش بعثی عراق، او نمایشنامۀ بسیار مشهوری را ضد صدام بازی کرد و در آن نمایشنامۀ طنز سراسر خنده، نقش صدام را ایفا کرد و حتی با تقلید صدای او ترانۀ عاشقانۀ کوچه بازاری عراق «خالة شکو شنهو الخبر إحچیلي» را با لهجۀ عراقی اجرا کرد که هنوز هم با استقبال گسترده‌ای رو به روست. این نمایشنامه که دیکتاتور وقت عراق را به باد تمسخر گرفت، با توجه با تبار ایرانی این هنرمند فقید، خشم بعثی‌های عراق را ضد او برانگیخت و زمانی که بعثی‌ها بار دیگر، در قالب تشکیلات داعش تجدید حیات یافتند، او را آشکارا تهدید می‌کردند. 